# Гродзішовиці
Гродзішовиці (пол. Grodziszowice) — село в Польщі, у гміні Доманюв Олавського повіту Нижньосілезького воєводства.
Населення — 106 осіб (2011).
У 1975-1998 роках село належало до Вроцлавського воєводства.

## Демографія
Демографічна структура станом на 31 березня 2011 року:
|          | Загалом | Допрацездатний вік | Працездатний вік | Постпрацездатний вік |
| -------- | ------- | ------------------ | ---------------- | -------------------- |
| Чоловіки | 48      | 9                  | 32               | 7                    |
| Жінки    | 58      | 16                 | 28               | 14                   |
| Разом    | 106     | 25                 | 60               | 21                   |